# Habenaria hallbergii
Habenaria hallbergii är en orkidéart som beskrevs av Ethelbert Blatter och Mccann. Habenaria hallbergii ingår i släktet Habenaria och familjen orkidéer. Inga underarter finns listade i Catalogue of Life.